# Simon Dupree and the Big Sound

"Simon Dupree and the Big Sound"  foi uma banda britânica rock psicodélico/pop psicodélico formada por três irmãos, Derek Shulman (vocalista), Phil Shulman, (vocais, e saxofone, trompete) e Ray Shulman (guitarra, violino, trompete, vocais); também conhecidos por sua banda seguinte de prog rock, a Gentle Giant. Embora não tenham consolidado sucesso no Reino Unido, produziram um grande hit na época intitulado "Kites", que chegou ao Top 5 da parada britânica.
Tiveram breve passagem pela banda o ator Dudley Moore participando na gravação de um single tocando piano (não creditado) e Elton John, antes da fama, substituindo o tecladista oficial, Eric Hine, durante alguns meses.

## Discografia

### Álbums
- Without Reservations (1969 Parlophone PMC 7029 ou PCS 7029) - UK #39
- Amen (álbum de compilação: 1982, See for Miles/Charly Records CM 109)
- Part Of My Past (álbum de compilação: 2004)[4]